# Сан Паоло (Бари)
Сан Паоло (итал. San Paolo) је насеље у Италији у округу Бари, региону Апулија.
Према процени из 2011. у насељу је живело 29800 становника. Насеље се налази на надморској висини од 35 м.